# كريستيان فنسنت (مخرج)
كريستيان فنسنت (بالفرنسية: Christian Vincent)‏ هو كاتب سيناريو ومخرج فرنسي، ولد في 5 نوفمبر 1955 في باريس في فرنسا.

## وصلات خارجية
- كريستيان فنسنت على موقع IMDb (الإنجليزية)
- كريستيان فنسنت على موقع ألو سيني (الفرنسية)
- كريستيان فنسنت على موقع أول موفي (الإنجليزية)
- كريستيان فنسنت على موقع قاعدة بيانات الأفلام السويدية (السويدية)
- كريستيان فنسنت على موقع قاعدة بيانات الفيلم (الإنجليزية)
- كريستيان فنسنت على موقع كينوبويسك (الروسية)